# سترال
سترال هو ألدهيد أحادي التربين غير دائري مصنوع من وحدتي إيزوبرين. السترال هو مصطلح جماعي يغطي اثنين من الأيزومرات الهندسية التي لها اسمها المنفصل. تحدث هذه الأيزومرات الفراغية كمزيج وليس بالضرورة عنصريًا على سبيل المثال في الزيت العطري من الزنجبيل الأسترالي فإن النسبة الطبيعية إلى إبرة الراعي هي 0.61.

## الاستخدامات
يحتوي السترال على رائحة الليمون (الحمضيات) القوية ويستخدم كمركب عطري في صناعة العطور. يستخدم لتقوية زيت الليمون. (نيرول مركب عطري آخر يحتوي على نكهة ليمون أقل كثافة ولكن أكثر حلاوة) تعتبر الألدهيدات سيترونيلال وسترال من المكونات الرئيسية المسؤولة عن ملاحظة الليمون مع السترال المفضل.
كما أن لها تأثيرات فرمونية في القراد والحشرات.
يستخدم السترال في تركيب فيتامين أ والليكوبين والأيونون والميثيليونون لإخفاء رائحة الدخان.
أظهر العشب إذخر ليموني نشاطًا في المبيدات الحشرية والفطريات ضد آفات التخزين.